# 2D2 5300
Les 2D2 5300 sont une série d'anciennes locomotives électriques de la SNCF.
Les locomotives sont construites par Alsthom en s'inspirant du prototype E 703 ré-immatriculé 2D2 5301. Mise en service en 1942-1942, cette courte série de 2D2 (en réalité des 2BB2) assure un service marchandises et voyageurs sur les grandes lignes radiales du sud-ouest français jusqu'en 1973, date de radiation des dernières unités.

## Historique et caractéristiques techniques

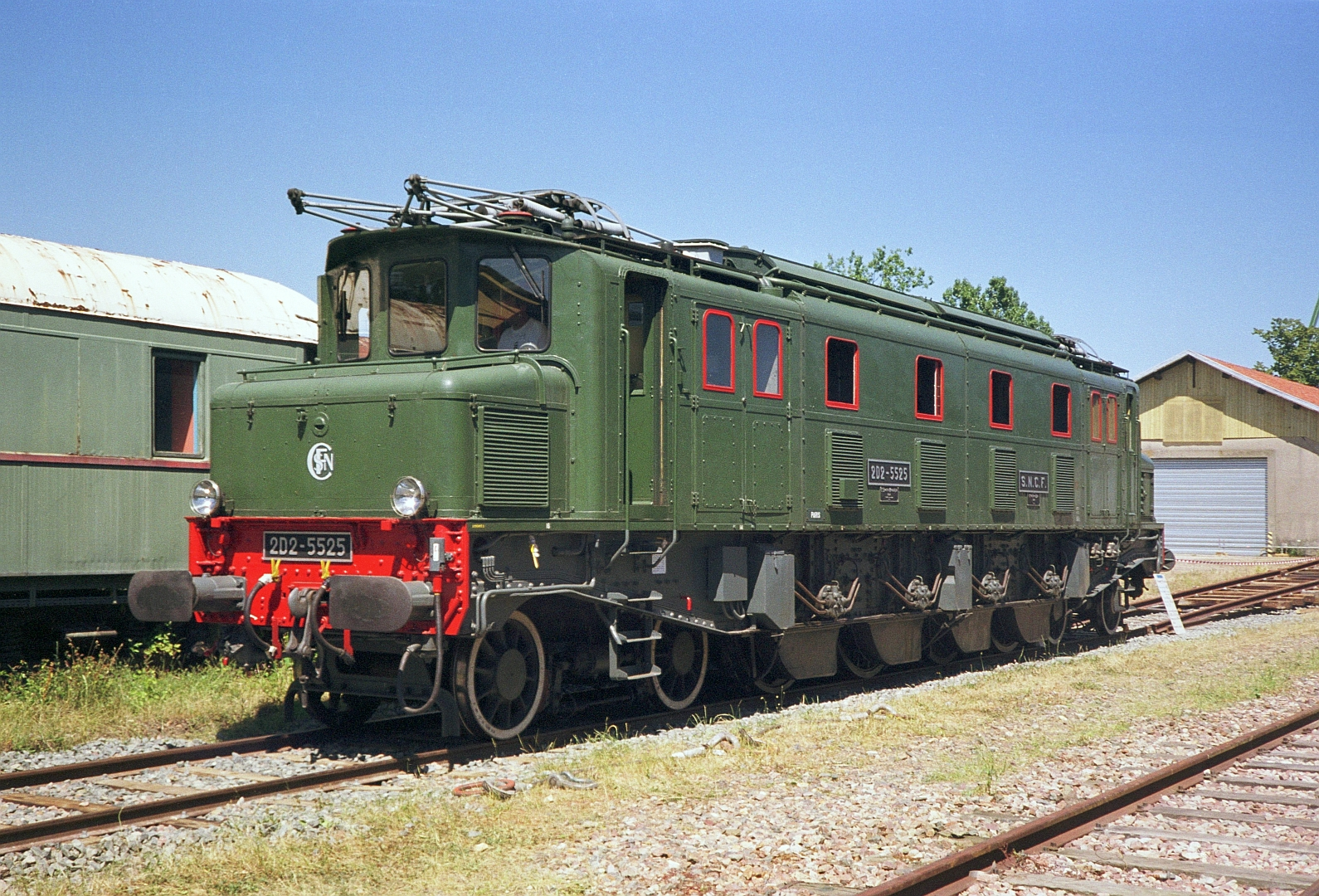
2D2 5525.

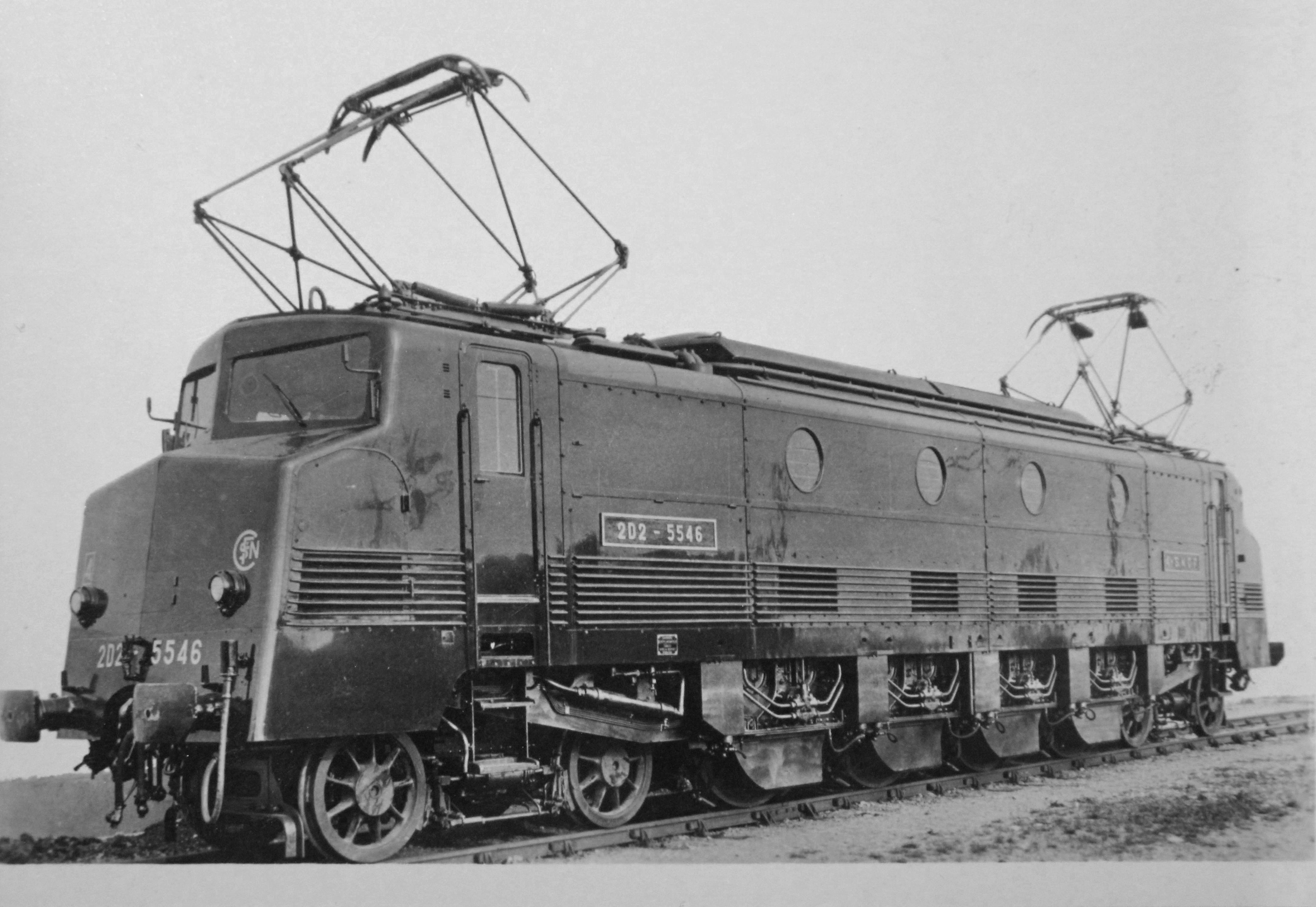
2D2 5546.

La Compagnie du chemin de fer de Paris à Orléans, ayant besoin de locomotives de vitesse puissantes, commande six prototypes de machines de type 2D2 ; trois d'entre eux (E 701, 702, 704) donnent naissance aux futures 2D2 5100, deux autres, les E 501 et 502, aux futures 2D2 5500.
Le prototype E 703, mis en service en 1935, n'a pas de descendance sous le règne du Paris-Orléans, mais, après la nationalisation des chemins de fer et la création de la SNCF, il donne naissance à une courte série de cinq locomotives livrées dans le cadre de l'électrification de la ligne Brive - Montauban.
Contrairement aux autres séries, les 2D2 5300 sont en fait des 2BB2, car les essieux moteurs sont groupés par deux, un même moteur alimentant deux essieux par un train d'engrenages. Cela se traduit en particulier par une adhérence améliorée (moindre sensibilité au patinage).
Le prototype 2D2 5301 ressemble beaucoup, extérieurement aux 2D2 5500 de la première sous-série (5503-5537) dites « nez de cochon ». La caisse des 2D2 5300 de série est très semblable à celle des 2D2 5500 de la dernière sous-série (5546-5550) dites « Waterman », avec des faces frontales inclinées et des capots à pans coupés ; ces deux derniers groupes de locomotives font partie de la même commande auprès d'Alsthom. Les deux cabines de conduite sont reliées par deux coursives qui traversent la caisse le long des parois latérales percées de quatre hublots et encadrent les blocs d'appareillage électrique situés au centre.
Par rapport aux séries plus anciennes de 2D2, les  2D 5302-5306 bénéficient d'améliorations techniques permettant d'abaisser leur masse en ordre de marche à 130,5 t. Les locomotives de série développent une puissance continue de 2 977 kW, la puissance unihoraire s'élevant à 3 300 kW. La puissance du prototype 5301 est un peu plus importante avec 3 125 kW en continu et 3 400 kW en unihoraire.

## Carrière
Les 2D2 5300 de série sont commandées par la SNCF en 1939 mais ne sont livrées qu'en 1942 et 1943 au dépôt de Paris-Sud-Ouest ; il leur faut cependant  retourner très vite aux usines Alsthom de  Belfort pour des modifications, les paliers des moteurs étant soumis à des échauffements anormaux. C'est là que, à l'automne 1944, les 5304 et 5306 sont expédiées dans la région de Munich par les troupes allemandes. Elles sont de retour en France à l'été 1945. La série est principalement utilisée pour des trains de marchandises vers Bordeaux ou Limoges, mais également en tête de rames voyageurs de nuit vers Limoges ou Brive. Conçues pour circuler à 150 km/h, leur vitesse limite est très rapidement ramenée à 100 km/h, puis relevée à 130 km/h après modifications en 1952.
En janvier 1966, l'ensemble de la série, prototype compris, est muté au dépôt de Tours-Saint-Pierre, avec un service principalement assuré sur la ligne Paris - Bordeaux, descendant parfois à Irun. En janvier 1968, les locomotives sont à nouveau transférées, au dépôt de Bordeaux-Saint-Jean cette fois. Elles y remplacement partiellement les 2D2 5000. Entre-temps, le prototype 2D2 5301, qui n'a jamais circulé depuis sa mutation, est réformé à Tours-Saint-Pierre en 1967 ; temporairement conservé en vue d'une éventuelle remise en état pour figurer à la Cité du train de Mulhouse, il est finalement mis à la ferraille.
La 2D2 5304, accidentée, ne circule plus depuis juillet 1972 ; elle est radiée en janvier 1973 en même temps que deux autres locomotives, les dernières de la série disparaissant des inventaires en novembre de la même année.

## Modélisme
Les 2D2 5300 ont été reproduites à l'échelle HO par plusieurs fabricants :
- AuPullman (1980) sous forme de transkit (caisse bronze à monter sur un châssis de son choix).
- ApocopA (2004) sous forme de transkit (caisse résine à monter sur un châssis de son choix).
- Les Éditions Atlas (2015), modèle statique, dans le cadre de la collection "Locomotives électriques de légende".